# Angiocheratoma circumscriptum
L'angiocheratoma circuscriptum è una lesione vascolare cutanea benigna e asintomatica.

## Epidemiologia
La prevalenza e l'incidenza di questo emangioma sono sconosciute ma si tratta di lesioni decisamente più rare rispetto agli angiomi rubino e agli angiomi ragno. Sono più spesso congeniti ma possono anche essere acquisiti. Sono più frequentemente presenti nei bambini e nei giovani adulti. Nelle femmine sono tre volte più comuni rispetto ai maschi. Non sono note differenze nella prevalenza tra le varie etnie. Sono associati a nevo flammeo ed emangioma cavernoso.

## Istologia
L'epidermide che ricopre la lesione presenta lieve ipercheratosi, papillomatosi e acantosi. La lesione è costituita da spazi vascolari dilatati dalle pareti sottili, spesso circondati dalle papille dermiche.

## Clinica
Si tratta di lesioni variabili da piccole papule a grandi placche, solitamente singole, di colore rosso, blu o viola (neri se trombizzati), dalla superficie lievemente ipercheratosica. La sede più frequente sono gli arti inferiori ma possono verificarsi in qualsiasi sede cutanea. Angiocheratomi multipli possono essere associati alla malattia di Fabry. Sono asintomatici ma possono sanguinare o trombizzarsi in seguito a trauma.

## Diagnosi
La diagnosi è clinica e solitamente non pone problemi. La dermatoscopia può essere molto utile per la diagnosi differenziale nel caso in cui assumano un aspetto simile ad un melanoma per il loro colore blu-nerastro o in caso di piccole lesioni simili ad un angioma rubino. Una biopsia cutanea è da effettuarsi solo se vi è un dubbio diagnostico.

## Terapia
Sono lesioni benigne e non è necessario alcun intervento terapeutico dal momento che nella maggior parte dei casi si risolvono spontaneamente. Possono essere rimossi per ragioni cosmetiche con elettrocauterizzazione o laserterapia. Le tipologie di laser più efficaci e con il minor rischio di determinare cicatrici sembrano essere il laser a diodo 800 nm e il laser KTP 532 nm.